# 伞花蛛毛苣苔
伞花蛛毛苣苔（学名：Paraboea rufescens var. umbellata）为苦苣苔科蛛毛苣苔属下的一个变种。

## 扩展阅读
- 維基物種上的相關：伞花蛛毛苣苔